# Allen Chastanet
Allen Michael Chastanet (n. 1960) es un empresario y político santalucence, quién ejerció como Primer ministro de Santa Lucía desde 2016 hasta 2021.
Es el presidente del Partido Unido de los Trabajadores, y a la vez diputado representante de Micoud del Sur. Ejerció anteriormente como ministro de Turismo y Aviación Civil.

## Educación
En 1979, Chastanet se graduó de secundaria en la Universidad Stanstead, Obtuvo un Bachelor of Arts en la Universidad de Bishop y una maestría en la Universidad Americana.

## Carrera empresarial
Chastanet trabajó como vicepresidente de marketing y ventas para Air Jamaica. Es el director gestor del Hotel Coco Palm.

## Carrera política

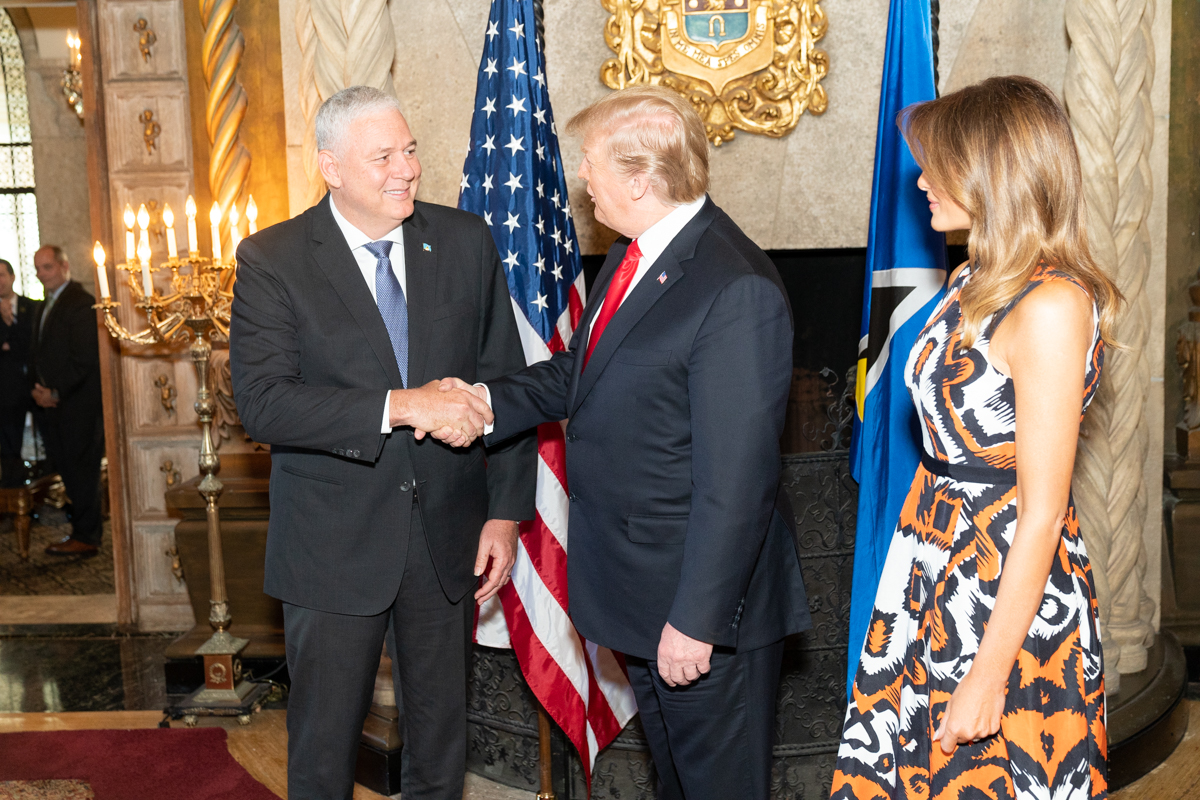
El expresidente de EE. UU. Donald Trump recibe a Allen Chastanet, primer ministro de Santa Lucía (22 de marzo de 2019)

Chastanet fue ministro de Turismo y Aviación Civil y senador de su país de 2006 hasta 2011.  Chastanet intentó fallidamente obtener un escaño como diputado en la circunscripción de Soufriere en las elecciones generales de 2011. En 2013,  fue elegido presidente del partido opositor, el Partido de los Trabajadores Unidos. Logró obtener un escaño como diputado de la circunscripción de Micoud del Sur en las elecciones generales de 2016. Asumió el cargo de primer ministro el 7 de junio de 2016.
Su gobierno se alinea con el de Estados Unidos en las relaciones internacionales. Sobre Venezuela, se niega a reconocer al presidente Nicolás Maduro y apoya a Juan Guaido, el líder de la oposición. Él y otros líderes caribeños proestadounidenses han sido convocados a una reunión con Donald Trump en marzo de 2019 para definir una política común sobre la situación en Venezuela y las "prácticas económicas depredadoras" de China.
La mala gestión de la economía por parte de su gobierno se pone de manifiesto en un informe del Banco Central del Caribe Oriental, que cita una explosión de la deuda. Santa Lucía se ha convertido así en el país más endeudado de la Organización de Estados del Caribe Oriental.
Chastanet debió dejar su cargo tras la derrota del UWP en las elecciones generales de 2021, siendo sucedido por Philip J. Pierre.

## Vida privada
Allen es el hijo del empresario Michael Chastanet. Está casado con Raquel DuBoulay y tiene dos hijos.